# Královice
Královice és un poblet del districte de Kladno a la regió de Bohèmia Central, República Txeca, amb una població a principi de l'any 2018 de 223 habitants.
Es troba al nord-oest de la regió i de Praga, a poca distància al nord del riu Berounka —un afluent esquerre del Vltava—, i prop de la frontera amb la regió d'Ústí nad Labem.